# Голиков, Иван Илларионович
Иван Илларионович Голиков (22 ноября 1735 год, Курск — 17 ноября 1805 год) — курский купец 1-й гильдии, компаньон Григория Ивановича Шелихова, один из участников создания Северо-Восточной компании.

## Биография
Родился 22 ноября 1735 года в Курске.
С 1775 года был держателем винного откупа в Тобольске, а в 1779—1783 годах вместе со своим племянником М. С. Голиковым имели винные откупа в Москве и Санкт-Петербурге. В 1784 году Голиков получил право на винный откуп в Иркутской губернии.
С 1770-х годов И. И. Голиков принимал участие в организации морских промыслов на Тихом океане. Совместно со своим племянником и с Григорием Ивановичем Шелиховым основал в 1781 году Северо-Восточную торгово-промысловую компанию. После преобразования компании в Российско-Американскую, стал её крупнейшим акционером, владея пакетом из более 170 акций.
Занимался общественной деятельностью в Курске, где в разное время был публичным нотариусом, ратманом городского магистрата и городским головой. Принимал участие в торжественной встрече императрицы Екатерины II, когда она в июне 1787 года посетила Курск, возвращаясь из своего путешествия в Крым.
Умер 17 ноября 1805 года. Похоронен в Петербурге на Лазаревском кладбище Александро-Невской лавры.

## Заслуги
- За свою деятельность по организации промысловых компаний Голиков был награждён золотой медалью с бриллиантами и серебряной шпагой.
- В Курске на его средства было построено (1786 год) и содержалось первое в Курске Главное народное училище для юношества (с 1804 года — мужская гимназия)[3].